# Macroglossum godeffroyi
Macroglossum godeffroyi là một loài bướm đêm thuộc họ Sphingidae, chi Macroglossum.